# 西域碱茅
西域碱茅（学名：Puccinellia roshevitsiana）为禾本科碱茅属下的一个种。